# إياد عبد المجيد إبراهيم
إياد عبد المجيد إبراهيم العبد الله (1948) شاعر وأستاذ جامعي عراقي. ولد في أبو الخصيب بمحافظة البصرة. يحمل شهادة الدكتوراه في الأدب وعمل رئيساً لقسم اللغة العربية في‌ كلية التربية في جامعة البصرة ومديراً للمركز الثقافي فيها. انتخب رئيسًا لاتحاد الأدباء والكتّاب في البصرة 1988 - 1993. له دواوين شعرية وراء المتاريس يقيم الشعراء والنخلة لن تنحني للريح وسفراء النخل ومؤلفات في النقد الأدبي.

## سيرته
ولد إياد بن عبد المجيد بن إبراهيم سنة 1368 هـ/ 1948 م في أبو الخصيب بمحافظة لبصرة. حصل على دبلوم في التربية وعلم النفس 1973 وماجستير آداب في اللغة العربية 1984 ودكتوراه آداب في اللغة العربية 1990.

عمل رئيساً لقسم اللغة العربية بكلية التربية بجامعة البصرة من 1992 حتى 2002،‌ ومديراً للمركز الثقافي في الجامعة. وعميداً 1996-1999 بالكلية الاداب في الجامعة العراقية انتخب لثلاثة دورات متتالية رئيساً لاتحاد الأدباء والكتاب فرع البصرة 1988 - 1993، كما انتخب عضواً في المجلس المركزي للاتحاد العام للأدباء والكتاب في العراق سنة 1992. 

ثم عين أستاذ مساق مهارات الاتصال في اللغة العربية والنقد الأدبي في جامعة العين للعلوم والتكنولوجيا.

## من مؤلفاته
- وراء المتاريس يقيم الشعراء، ديوان شعري، 1982.
- النخلة لن تنحني للريح، ديوان شعري، 1983.
- سفراء النخل، ديوان شعري، 1989.
- الأصعمي ناقداً أو الأصمعي والنقد الأدبي
- الأصمعي وجهوده في رواية الشعر العربي
- التيار القومي في الشعر البحراني
- البناء النفي في شعر الهذليين
- في النحو العربي:دروس تطبيقات
- في النحو العربي
- مباحث في الإملاء العربي
- المهارات الأساسية في اللغة العربية
- مهارات الاتصال في اللغة العربية
- في الشعر رؤية ومقاربات
- الشعر والعسل
- الصوت المشترك في السرد الإماراتي . ، دار هماليل ، أبوظبي .
- ا آليات القراءة في نقد الشعر .
- دلالات النص الأدبي
- كتاب الأمثال للأصمعي جمع وتحقيق ، طبع مرتان في دار الوراق عام 1998 ، وطبعة ثانية مزيدة في دار الأيام بعمان 2023
- وغيرها ......

## وصلات خارجية
- أياد عبد المجيد إبراهيم في «أرشيف المجلات»